# Drift (film)
Pour les articles homonymes, voir Drift pour le film allemand (2000) et  Drift (nl) pour le film néerlandais (2001)..
Pour plus de détails, voir Fiche technique et Distribution.
Drift est un film australien réalisé par Morgan O'Neill et Ben Nott, sorti en 2013.

## Fiche technique
- Titre original et français : Drift
- Réalisation : Morgan O'Neill et Ben Nott
- Scénario : Tim Duffy et Morgan O'Neill
- Musique : Michael Yezerski
- Direction artistique : Emma Fletcher et Clayton Jauncey
- Décors : Christine Lynch
- Costumes : Marriott Kerr
- Photographie : Geoffrey Hall
- Montage : Marcus D'Arcy
- Production : Michele Bennett, Tim Duffy et Myles Pollard ; David Mandel et Anne Bruning (associés)

Production exécutive : Peter Lawson et Joan Peters ; Ben Nott et Paul Speaker (coproduction exécutive)
- Société de production : World-Wide-Mind Films
- Société de distribution : Hopscotch Films (Australie)
- Budget : 11,4 millions de dollars[1]
- Pays d'origine :  Australie
- Langue originale : anglais
- Format : couleur - 35 mm - 2,35:1 - son Dolby Digital
- Genre : Drame, Sport
- Durée : 113 minutes
- Dates de sortie : 
  -  Australie : 2 mai 2013[2]
  -  États-Unis : 25 avril 2013[2] (Festival international du film de Newport Beach) ; 2 juillet 2013[2] (en VàD ou VoD - Internet) ; 2 août 2013[2] (sortie limitée)
  -  France : 7 août 2013[3] (sorti directement en DVD)

Source : IMDb

## Distribution
- Myles Pollard (en) (VF : Fabien Jacquelin) : Andy Kelly
- Xavier Samuel (VF : Yoann Sover) : Jimmy Kelly
- Sam Worthington (VF : Adrien Antoine) : J. B.
- Lesley-Ann Brandt (VF : Flora Kaprielian) : Lani
- Robyn Malcolm (VF : Déborah Perret) : Kat Kelly
- Maurie Ogden (VF : Marc Cassot) : Percy
- Aaron Glenane (VF : Fabien Briche) : Gus
- Sean Keenan (VF : Maxime Baudouin) : Andy Kelly jeune
- Kai Arbuckle : Jimmy Kelly jeune
- Steve Bastoni (VF : Vincent Violette) : Miller
- John Fairhead : Frank
- Riley Holley : Lincoln
- Dave Englert : Grubby
- Lee Cummings : Ross
- Harrison Buckland-Crook (VF : Arthur Pestel) : Gus jeune
- David Meadows (VF : Frédéric Souterelle) : Ron
- Greg McNeill (VF : Thierry Mercier) : Gordon King
- Brianna Wheatley : Candy
- Tim Duffy : Duffy
- Murray Dowsett (VF : Jean-François Vlérick) : Stan O'Reilly
- David Bowers (VF : Gilles Morvan) : le sergent Hemsley
- Michael Loney : M. Reading
- Laura Fairclough : Lisa
- Sarah Louella : Tina
- Andy King (VF : Jean-François Kopf) : M. Grumley
- Timothy Nathan : Benno
- Ben Mortley : Buzzcock
- Ross Clarke-Jones (en) : Gomez
- Craig Mathieson (en) (VF : Éric Missoffe) : Tom, le policier
- Joanna Wren : Sherie
- Dave Christison (VF : Marc Bretonnière) : l'annonceur

 Source et légende : version française (VF) sur RS Doublage